# Ponte Serrada
Ponte Serrada is een gemeente in de Braziliaanse deelstaat Santa Catarina. De gemeente telt 11.724 inwoners (schatting 2009).